# Phrissotrichum perrisii
Phrissotrichum perrisii é uma espécie de insetos coleópteros polífagos pertencente à família Apionidae.
A autoridade científica da espécie é Wencker, tendo sido descrita no ano de 1859.
Trata-se de uma espécie presente no território português.